# 6571 Sigmund
A 6571 Sigmund (ideiglenes jelöléssel 3027 P-L) a Naprendszer kisbolygóövében található aszteroida. Cornelis Johannes van Houten,  Ingrid van Houten-Groeneveld és Tom Gehrels fedezte fel 1960. szeptember 24-én.